# Peder Carlsson (musiker)
Peder Carlsson, folkbokförd Karlsson, född 21 februari 1973 i Nässjö församling i Jönköpings län, är en svensk musiker, främst känd som trummis i det svenska hårdrocksbandet Backyard Babies, i vilket han har medverkat i ända sedan starten 1989.